# Lubomir Dymsza

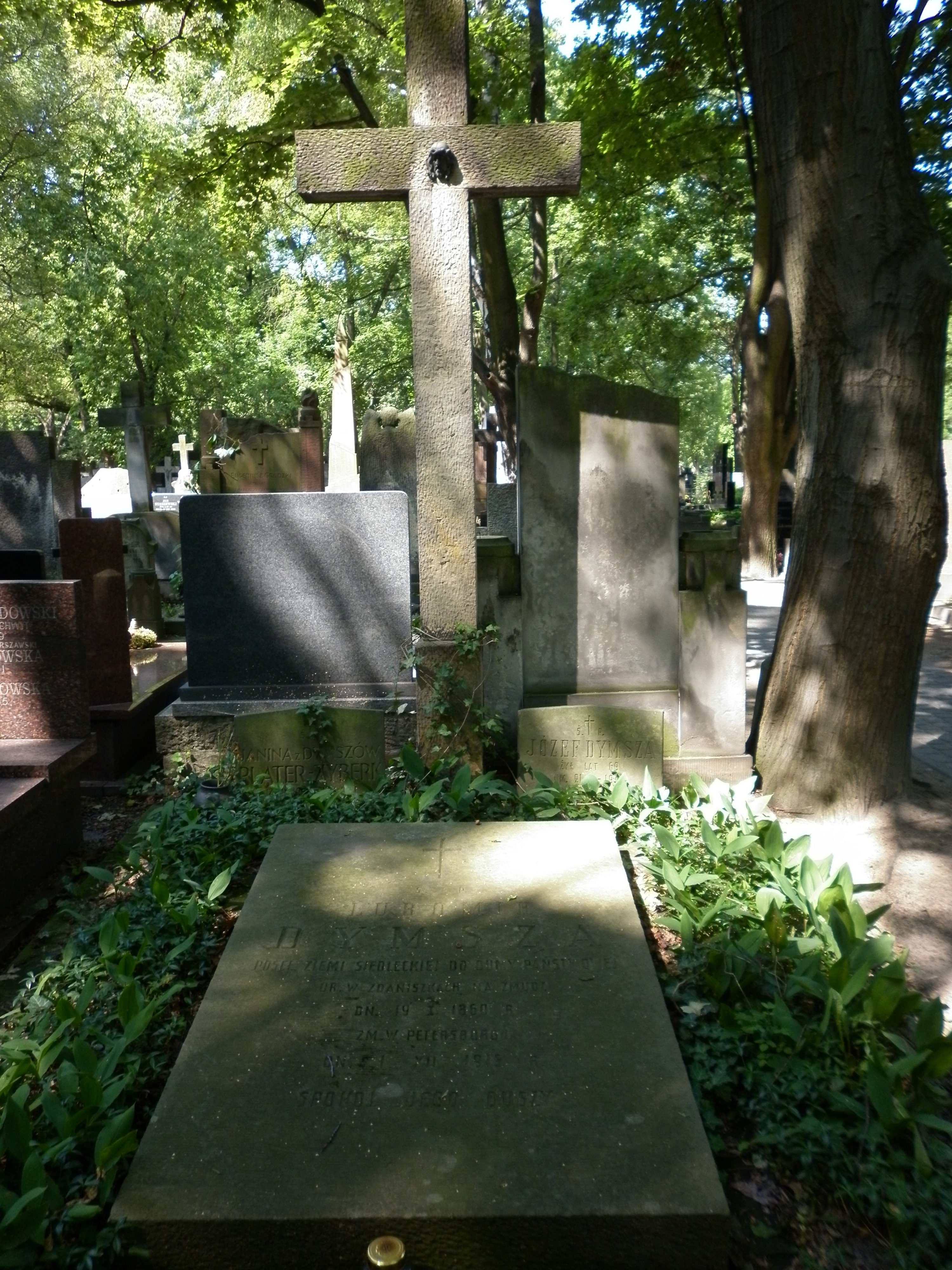
Grób Lubomira Dymszy na cmentarzu Powązkowskim

Lubomir Dymsza ros Дымша, Любомир Клеофасович (ur. 6 stycznia 1860 r. w Łubach w majątku Zdaniszki w powiecie telszewskim na Żmudzi, zm. 1 grudnia 1915 w Piotrogrodzie) – docent prawa na Uniwersytecie Petersburskim, działacz społeczny i polityczny, poseł Koła Polskiego w Dumie Państwowej III i IV kadencji.

## Życiorys
Najmłodszy spośród pięciu synów Kleofasa Józefa (1821–1902 lub 1907), powstańca styczniowego 1863 r. oraz zesłańca, i Teresy (1829–1902) z Nałęczów Górskiej. Uczył się w domu oraz w niemieckim gimnazjum w Mitawie, W 1878 ukończył je ze złotym medalem za pracę z łaciny. W latach 1878–1883 studiował na Wydziale Prawa na Uniwersytecie Petersburskim. Po ukończeniu studiów w 1883 ze stopniem kandydata nauk prawnych pozostał na uczelni, a następnie został wysłany za granicę, aby pogłębił wiedzę prawniczą. jego specjalizacjami były prawo państwowe i ekonomia. W latach 1891–1911 podczas pracy na uczelni wykładał m.in. państwowe prawo rosyjskie oraz ważniejszych krajów europejskich (Szwecji, Anglii, Francji, Prus) oraz prawo konstytucyjne.
W 1887 wyjechał do Moskwy, gdzie zdał egzamin na magistra prawa cywilnego. Po powrocie do Petersburga w 1890 pracował jako docent prywatny. W 1893 r. jako delegat Ministerstwa Oświecenia Publicznego odwiedził Powszechną Wystawę Światową w Chicago. Od listopada 1893 pracował w Departamencie Ekonomicznym Kancelarii Rady Państwa nie zrywając kontaktów z uniwersytetem. Wspólnie z profesorem Leonem Petrażyckim wykładał również na utworzonych 3 grudnia 1905 r. w Petersburgu wyższych kursach żeńskich. W maju 1901 r. w Warszawie poślubił córkę znanego inżyniera i gen. Stanisława Kierbedzia.
Od 1902 udzielał się w Dumie Miejskiej Petersburga. Członek Rzymskokatolickiego Towarzystwa Dobroczynności w Petersburgu. W 1905 z poparciem Partii Konstytucyjno-Demokratycznej pełnił funkcję wiceprzewodniczącego. Starał się o mandat do I Dumy Państwowej z kurii ziemiańskiej powiatu starokonstantynowskiego (gubernia siedlecka). Mandatu nie uzyskał pomimo poparcia pomimo poparcia Henryka Sienkiewicza. Przeciwko jego kandydaturze było Stronnictwo Demokratyczno-Narodowe, walczące o wiejski elektorat. Dzięki poparciu Narodowych Demokratów 19 października 1907 uzyskał mandat do Dumy III kadencji. Zasiadał we frakcji Koło Polskie. Krytykował m.in. preliminarz Synodu, przywileje cerkwi i sztuczne szerzenie prawosławia w Królestwie Polskim w celach politycznych, a także dyskryminację przy obsadzie ważniejszych stanowisk w Królestwie Polskim. Wypowiadał się też w sprawach budżetowych oraz w kwestii wniosku o nietykalności osobistej, zasiadał w komisjach: wniosków prawodawczych (od 22 listopada 1907 r. był zastępcą przewodniczącego), reformy sądownictwa (zastępca przewodniczącego), gospodarczej, regulaminowej, samorządowej oraz rybołówstwa (zastępca przewodniczącego).
Jego pierwsze wystąpienie w Dumie miało miejsce 18 listopada, odpowiedział na deklarację premiera Piotra Stołypina.
Zainicjował jedyną interpelację Koła Polskiego w Dumie III kadencji. Sprawa dotyczyła zagarnięcia przez cerkiew prawosławną kościoła w Opolu na Lubelszczyźnie. Występował w Dumie w obronie ziemi chełmskiej, wykazując niedorzeczność argumentów zwolenników wyodrębnienia i przyłączenia do Rosji.
20 października 1912 został wybrany na posła do Dumy IV kadencji również z guberni siedleckiej. W czasie kadencji działał w komisjach: wniosków prawodawczych, reformy sądownictwa, reformy policji, spraw wojskowych i morskich, redakcyjnej i porozumiewawczej. Również w IV kadencji podnosił kwestie dotyczące Chełmszczyzny, m.in. tamtejszych izb sądowej i skarbowej, zgłaszał istotne poprawki do projektu reformy senatu.
Po wybuchu I wojny światowej dwukrotnie wystąpił w Dumie, wypowiadając się w sprawie ustawy o cenzurze wojennej oraz 1 sierpnia 1915 r. o nastrojach wśród Polaków w odpowiedzi na mowę konserwatywnego nacjonalisty Władimira M. Puryszkiewicza. Współpracował z gazetami „Głos Polski” (1913) i „Sprawa Polska” (1915). Był jednym ze współzałożycieli Polskiego Towarzystwa Prawników i Ekonomistów.
Po wybuchu I wojny światowej zaangażował się w prace Polskiego Towarzystwa Pomocy Ofiarom Wojny. Zmarł nagle w Piotrogrodzie 1 grudnia 1915 po zakończeniu obrad Dumy. Pierwotnie został pochowany w krypcie kościoła pw. św. Katarzyny Aleksandryjskiej na prospekcie Newskim. 23 grudnia w archikatedrze warszawskiej odprawione zostało w jego intencji nabożeństwo żałobne, które celebrował metropolita warszawski Aleksander Kakowski.
W 1925 jego szczątki sprowadzono do Warszawy i złożono w grobowcu Dymszów na cmentarzu Powązkowskim (kw. 215, rząd. 1, grób 1–2).